# 圓睛舜眼蝶
圓睛舜眼蝶（學名：Loxerebia rurigena）又名無珠山眼蝶，是屬於蛺蝶科眼蝶亞科的一種蝴蝶，是舜眼蝶屬的一種。分佈於中國等地，模式產地為四川康定市和華山。

## 分佈
分布於中國西藏、陝西、四川、河南、湖北，印度錫金和緬甸。

## 外型
翅面棕褐色，前翅近頂角端有1個黑色眼斑，圍有黃圈，眼斑中心有2個小白色瞳點，翅底的眼斑比翅面大。後翅翅底佈滿灰白色細點，在基部、大室端和亞緣各有1條棕褐色波狀線條。

## 生境
出沒於海拔1500米以上的地區，包括闊葉林和山頂，又喜愛在陰濕溪溝活動。

## 腳註
1. 1 2  Leech, 1890. New species of Lepidoptera from China Entomologist 23 : 187
2. 1 2  許家珠、魏煥志、賴平芳. . 中國: 陝西科學技術出版社. 2010年6月. ISBN 9787536947801 （中文（简体））.

## 外部連結
- 维基共享资源上的相關多媒體資源：圓睛舜眼蝶
- 維基物種上的相關：圓睛舜眼蝶
- Loxerebia rurigena （页面存档备份，存于） - funet.fi
- Loxerebia rurigena[永久] - LepIndex - The Natural History Museum （英文）